# Liste des albums de Sillage
Cette page présente les albums de la série de bande dessinée Sillage.

## À feu et à cendres
À feu et à cendres est le premier tome de la série de bande dessinée Sillage, publié en février 1998 chez l'éditeur Delcourt.
Nävis est une enfant sauvage vivant dans une jungle sur un monde inconnu en compagnie d'une femelle tigrours nommée Houyo. Alors qu'elle chasse, elle détruit accidentellement la sonde transportant un vigilant envoyé par le convoi Sillage afin de détecter, grâce à ses pouvoirs psy, une forme de vie intelligente. Prenant le cadavre carbonisé du vigilant pour un animal bizarre, Nävis n'accorde pas d'importance à l'événement et reprend sa chasse.
Le soir, un vaisseau spatial appartenant au convoi Sillage se pose avec à son bord, le Madjestœt Heiliig qui déclare prendre possession de la planète au nom de son peuple, les Hottards, menacés d'extinction. Pour survivre les Hottards n'ont pas d'autre choix que de trouver une planète où s'installer et qui, selon les règles de Sillage, doit être vierge de vie intelligente.
Comme les Hottards ne peuvent vivre que dans un environnement très chaud, l'écosystème de la planète d'accueil doit être modifié en conséquence. Ainsi Heiliig ordonne aussitôt aux migreurs (des clones à l'intelligence rudimentaire) d'installer un dériveur dont la fonction est de rapprocher la planète de son soleil, réchauffant inexorablement son atmosphère.
Sans nouvelle du vigilant qui n'avait détecté aucune trace de vie intelligente, Heiliig doit le rechercher avec l'aide de son assistant, le robot Snivel.
Ce dernier réussit à capter les ondes psy du vigilant et, à sa grande surprise, constate qu'elles proviennent d'une jeune créature totalement inconnue de Sillage et qui n'est autre que Nävis. En effet, bien que l'enveloppe corporelle du vigilant ait été détruite, son esprit a survécu et s'est réfugié dans le corps de Nävis pour se régénérer.
Heiliig ordonne aux migreurs de capturer la jeune fille, mais celle-ci réussit à s'enfuir grâce à l'intervention de Houyo qui est tuée dans l'affrontement. Nävis trouve refuge dans sa "tanière", qui n'est autre que l'épave d'un vaisseau spatial dissimulée par la végétation, où la suivent les migreurs à ses trousses.
Snivel, mis au courant de cette découverte, en déduit que la jeune fille est la survivante d'un crash. Détenant là des preuves d'une vie intelligente et d'une technologie inconnues, il s'en va en informer Heiliig pour qu'il arrête le dériveur. Mais le Madjestœt, qui est prêt à tout pour la survie de son peuple, passe outre et détruit Snivel pour qu'il ne prévienne pas la Constituante qui gouverne Sillage.
Pendant ce temps dans l'épave du vaisseau, Nävis a pris conscience de la présence en elle du vigilant qui lui a expliqué ce qui se passe. Il lui révèle aussi n'avoir jamais rencontré d'être semblable à elle dont il ne peut lire les pensées, contrairement à ceux de Sillage, ce qui explique qu'il ne l'ait pas détectée quand il survolait sa planète.
Avec l'aide du vigilant (qui appartient au peuple des Gardonnias) Nävis réussit à déclencher un signal de détresse en direction du convoi Sillage. Comprenant qu'elle peut influencer les migreurs, elle établit un dialogue avec eux, leur inculque la notion de libre-arbitre qui les séduit aussitôt et parvient à les rallier facilement à sa cause.
Forte de ses nouveaux alliés et fermement décidée à stopper Heiliig, elle part l'affronter. Mais le Madjestœt sème la discorde parmi les migreurs, provoquant la formation de deux groupes, pro et anti Nävis, qui commencent à se battre. 
Au moment où Nävis se jette témérairement sur Heiliig celui-ci est neutralisé par les troupes de Sillage qui viennent de débarquer. Le colonel qui les commande met fin aux affrontements entre migreurs en leur ordonnant de prendre la "récompense": une sorte de gélule qui, à peine avalée, les détruit en les faisant littéralement fondre. 
Un migreur cependant a refusé de prendre la "récompense", celui que Nävis a baptisé Bobo, à cause des nombreuses blessures qu'elle lui a infligé avant qu'elle ne lui parle du libre-arbitre.
La Constituante condamne lourdement Heiliig: son énergie psychique servira de propulseur à un cargo de Sillage. Devant les témoignages du robot Snivel dont le cerveau électronique n'a pas été détruit, du vigilant régénéré, du colonel et de Bobo, il ne fait aucun doute que Nävis est un être doué d'intelligence. Elle a été intégrée au convoi Sillage, dans un vaisseau où son environnement naturel a été recréé sous un dôme transparent.
Son ancien monde, totalement transformé, accueille désormais les Hottards survivants.

## Collection privée
Collection privée est le deuxième tome de la série de bande dessinée Sillage publié le 4 juin 1999 aux éditions Delcourt.
Nävis essaye de s'adapter à sa nouvelle vie dans le convoi Sillage, donnant du fil à retordre à son précepteur, Mackel-Loos.
Comme l'argent obtenu avec la vente de l'épave de son vaisseau qui a permis de payer sa formation et de subvenir à ses besoins s'épuise, le Magister propose à Nävis l'emploi bien rémunéré d'agent de Sillage, eu égard à ses aptitudes physiques et surtout à sa particularité qui la rend unique sur Sillage: elle est psyneutre, personne ne peut sonder ses pensées. Un sérieux atout pour accomplir des missions délicates.
Nävis fait d'abord la forte tête puis demande à réfléchir.
Elle fait ensuite la connaissance du consul Enshu Atsukau, personnage trouble, psyactif capable d'influencer les actions d'autrui et à qui la Constituante a confié des missions diplomatiques. Particulièrement intéressé par Nävis, il l'invite à se rendre sur son vaisseau.
Avant de le rejoindre, elle s'arrête à son vaisseau-gîte, une biosphère où la jungle dans laquelle elle vivait naguère a été reproduite. Elle y retrouve le robot Snivel, qui fait office de majordome, et lui implante une puce pugilistique afin qu'il puisse enfin se défendre.
Rendue à bord du vaisseau d'Atsukau, celui-ci tente de la séduire, mais insensible à son influence, elle le repousse et s'en va. Le consul est rendu furieux par cet échec. 
Déçue et en colère, la jeune fille rentre chez elle. Au même moment, arrive précipitamment dans la biosphère le docteur attitrée de Nävis, Ärztrachan, qui a trois guerrières à ses trousses. Le docteur confie à Snivel un objet mystérieux : le vistern.
Le trio féminin débarque, neutralise Snivel et capture Ärztrachan. Mais Nävis surgit, délivre le docteur et s'enfuit avec lui dans sa navette, poursuivie par celle du trio. 
Le vaisseau de Nävis et Ärztrachan, endommagé, s'écrase dans une bidon-nef à l'abandon. Leurs poursuivantes les rattrapent et deux d'entre elles emmènent le docteur tandis que la troisième trouve la mort en essayant d'éliminer Nävis. Grâce à la navette des guerrières revenue en pilotage automatique récupérer  celle qui devait la tuer, Nävis quitte la bidon-nef.
Les guerrières, qui se révèlent être au service d'Atsukau, ont livré le docteur au consul qui a tôt fait de découvrir qu'Ärztrachan a donné le vistern à Snivel. Le consul rémunérait secrètement le docteur pour qu'il lui fournisse les données biologiques de ses conquêtes féminines stockées ensuite dans un vistern permettant ainsi une immersion virtuelle dans leur organisme. Le docteur, secrètement amoureux de Nävis, n'avait pu se résoudre à fournir le vistern de la jeune fille.
De leur côté, Mackel-Loos et Snivel ont décrypté le vistern et découvert le fin mot de l'histoire. Ils reçoivent la visite du Majister qui, sous la pression d'Atsukau, est venu chercher le vistern.
Pendant ce temps, Nävis à bord de la navette des guerrières s'est laissé guider vers le vaisseau du consul, découvrant au passage le cadavre d'Ärztrachan flottant dans l'espace. Débarquant à bord, elle constate que le navire est rempli de créatures féminines sous l'emprise du consul. Nävis attaque Atsukau et alors qu'elle a le dessus, elle est rouée de coups par les deux guerrières, qui sont tuées par Atsukau car elles ont désobéi à son ordre de ne pas intervenir dans le combat.
Nävis est inconsciente et le consul se délecte de l'avoir à sa merci. Il s'apprête à énucléer Nävis. En effet pour que le vistern soit pleinement opérationnel il faut lui adjoindre un œil de la victime désignée.
Mais il ne peut aller au bout de son geste, assommé par Snivel qui a surgi juste à temps. 
Plus tard Nävis se remet de ses blessures dans sa biosphère. Elle discute avec Bobo qui, de son côté, a essayé en vain de montrer que les migreurs pouvaient s'autogérer et prétendre au statut de peuple à part entière dans Sillage. Snivel leur apprend qu'Atsukau, lors de son procès, a bénéficié d'un non lieu grâce à ses appuis politiques.
Libre, le consul va déposer le vistern incomplet de Nävis dans une salle secrète contenant un grand nombre de visterns. Dans son for intérieur, Atsukau est persuadé qu'un jour Nävis lui appartiendra.

## Engrenages
Engrenages est le 3e tome de la série de bande dessinée Sillage publié en août 2000.
Sur TRI-JJ 768 une planète délaissée par sillage, une civilisation a atteint l'âge industriel en un temps étonnamment court. Les autorités sillagiennes décident d'envoyer l'agent Nävis enquêter sur cette étrange avancée technologique.
Autre élément troublant pour Nävis cette civilisation ressemble énormément aux humains, elle va donc chercher à trouver enfin un autre représentant des humains.

## Le Signe des démons
Le Signe des démons est le 4e tome de la série de bande dessinée Sillage publié en septembre 2001.
Nävis, Bobo, Trictaj'dal, Porgust Deproveccho et Juaiz Rammasz sont envoyés en mission sur la planète Hurumaru de civilisation médiévale. Les précédents agents de Sillage (Maîtres Luchro Falsh, Issurn Baya Pruumpa, Onestin Ferdin k-4, Bgv'th Thgthg et Béampte Empôhr), envoyés sur cette planète afin de déterminer si sa population est apte à entrer en contact avec Sillage, sont portés disparus. Il semblerait qu'une chasse aux sorcières ait lieu sur cette planète envers tous les porteurs du symbole de Sillage : le Signe des démons.
Les cinq agents sillagiens sur place ont maille à partir avec Monéva, une guerrière Escote, qui mène cette chasse au sorcières.
Ce tome révèle un des dessous sombres de Sillage à savoir le trafic de planètes. Il s'avère que le général Rib'Wund est l'un des principaux acteurs de ce trafic, mais pour le compte de qui travaille-t-il ?

## 'J.VJ,..'\
('J.VJ, ..'\) est le 5e tome de la série de bande dessinée Sillage publié en juin 2002. La traduction du titre est donnée dans un tome des Chroniques de Sillage : « Ma vie pour les miens ».
Le peuple Ftoross est le plus nombreux de Sillage, mais il est aussi le plus pauvre et le plus touché par les maladies. Devant l'indifférence des autres ethnies du convoi à leur sort, des groupes de Ftoross effectuent régulièrement des opérations terroristes, estimant qu'il s'agit du seul moyen de se faire entendre. Ainsi, un groupe a décidé de supprimer une race entière de Sillage : les humains, dont l'unique représentante est Nävis.
Nävis découvre dans ce tome une face cachée et peu glorieuse du modèle de Sillage.

## Artifices
Artifices est le 6e tome de la série de bande dessinée Sillage publié en août 2003 .
À cause du sabotage de leur vaisseau pendant le trajet vers la prison où Rib'Wund est détenu, Nävis et Snivel sont contraints de se poser en catastrophe sur la planète ARR. 501, très isolée et ravagée par une guerre sans fin entre les Gunjinns et les Mekkas. Snivel est capturé par ces derniers qui sont des machines contrôlées par une intelligence artificielle. Nävis est secourue par les Gunjinns et sauve la vie de l'un d'entre eux, Berdsq. La présence de la jeune humaine parmi les Gunjinns va tout simplement bouleverser les choses...

## Q.H.I.
Q.H.I. est le 7e tome de la série de bande dessinée Sillage publié en août 2004.
Après leur détour forcé sur la planète ARR. 501, Nävis et Snivel arrivent enfin en vue de la prisonef où est détenu Rib'Wund, impliqué dans le trafic de planètes. Mais une violente mutinerie vient d'éclater, interdisant tout accès. Guidée par Snivel, Nävis parvient à s'introduire dans le vaisseau-prison. Elle découvre que la révolte a été déclenchée pour permettre à des prisonniers d'éliminer Rib'Wund. La jeune femme aura fort à faire pour assurer sa propre survie et tenter de sauver son ami dans ce qui est devenu un Quartier de Haute Insécurité...

## Nature humaine
Nature humaine est le 8e tome de la série de bande dessinée Sillage publié le 28 septembre 2005.
Mackel-Loos n'a pas survécu à ses graves blessures (voir le tome 5). Depuis, Nävis est désespérée, plongée dans un mutisme inquiétant. De son côté, Snivel a effectué des recherches pour localiser des Humains, en se basant sur les révélations du cyber-médecin de la prisonef (tome 7). Et il semble bien qu'il ait détecté leur présence, mais dans une région de l'espace difficile d'accès et contrôlée par un peuple hostile à Sillage (les Shutsur-Yoku).
Malgré tout, Snivel et Bobo décident d'y emmener Nävis, pensant que seul un contact avec ses semblables pourra lui redonner espoir et la sortir de son état dépressif. Mais pour Nävis, cette expédition pourrait bien signifier la fin de ses illusions sur la nature humaine...

## Infiltrations
Infiltrations est le 9e tome de la série de bande dessinée Sillage publié en septembre 2006.
Nävis est en mission d'infiltration au sein d'un groupe d'activistes soupçonné de préparer une action d'envergure contre la Constituante. Alors qu'elle est sur le point de connaître leur but, elle reçoit l'ordre de tout abandonner. N'en faisant qu'à sa tête, elle désobéit, bien décidée à mener sa mision jusqu'au bout. Nävis ne se doute pas de ce qu'elle va découvrir, et encore moins que sa désobéissance aura des conséquences dramatiques...

## Retour de flammes
Retour de flammes est le 10e tome de la série de bande dessinée Sillage publié le 3 octobre 2007.
Nävis découvre que Heiliig est, depuis sa condamnation (voir tome 1), enfermé au cœur même de son vaisseau-gîte, lui fournissant toute son énergie. Révoltée par le sort réservé à son ancien ennemi, et faisant fi de son assignation à résidence à la suite des récents événements tragiques (voir tome 9), elle demande à Bobo et Snivel de l'aider à ramener Heiliig parmi les siens, c'est-à-dire sur son ancienne planète qui a été transformée afin d'accueillir les Hottards.
En quête de pardon pour ses erreurs, Nävis va voir toute une période oubliée de sa jeunesse ressurgir...

## Monde flottant
Monde flottant est le 11e tome de la série de bande dessinée Sillage publié le 1er octobre 2008
Après avoir perdu son procès mais ayant toutefois été laissée en liberté, Nävis est seule. Renvoyée des services secrets, elle n'a pas le droit de contacter ses anciennes connaissances ni d'utiliser ses compétences afin de trouver un emploi. Nävis a perdu son procès et son travail d'agent spécial dans la foulée. Elle se retrouve seule, contrainte d'enchaîner les petits boulots qu'elle doit quitter s'ils sont trop proches des aptitudes qui lui étaient demandées dans son travail pour la Constituante. Cette dernière ne veut en effet pas voir Nävis et ses aptitudes particulières se retourner contre elle. Son vaisseau-gîte lui a été confisqué, ses comptes ont été bloqués et il lui est interdit d'entrer en contact avec Bobo ou Snivel. N'ayant plus d'autres alternative, elle accepte l'offre de travail que lui fait son avocat : partir sur la planète Ribehn où se trouve Bobo afin de l'exfiltrer, ce dernier étant empêtré dans une guerre civile entre les traditionalistes, réfractaires à tout contact avec Sillage, et les réformateurs qui eux sont plutôt ouverts. Cette crise politique qui agite la planète n'est d'ailleurs pas du goût de Sillage qui souhaite s'emparer du graviton, un minerai inversant les effets de la gravité. Sous la couverture de journaliste, elle est officiellement envoyée en compagnie de confrères afin de constater le massacre de navigants sillagiens prétexte à l'embrasement de la guerre civile.
Ce tome se pose comme un grand tournant pour Nävis puisqu'il amorce une nouvelle vie pour elle. N'étant plus à la solde de la Constituante, elle se retrouve finalement à travailler contre elle, du moins contre ses dysfonctionnements, ce qui lui était déjà arrivé notamment avec l'affaire du trafic des planètes. Le thème central de ce tome est assez similaire sauf qu'il a pour centre les intérêts de Sillage et non ceux d'une ethnie en particulier.
Il arrive également ce que redoutait le plus la Constituante : que Nävis œuvre contre elle.
Apparaît pour la première fois un personnage qui prendra probablement une certaine importance dans les tomes suivants : maître Ehmté-Ciss-Ron, un avocat ayant à cœur de mettre à mal la Constituante et familier des actions d'éclat.

## Zone franche
Zone franche est le 12e tome de la série de bande dessinée Sillage publié le 1er octobre 2009.
Pour obtenir la révision de son procès, Nävis doit retrouver les complices de Kerhé-Dizzo et les faire passer aux aveux. Avec l'aide de Rib'Wund, elle va tenter de mettre la main sur l'un d'entre eux, le tireur d'élite Soimitt, et pour l'obliger à parler malgré ses bloqueurs mentaux, l'emmener sur une étrange planète « vivante » qui contraint tout être psy-actif ou psy-passif y séjournant à dire la vérité.
Nävis a minutieusement préparé l'opération avec l'avocat Ehmté-Ciss-Ron, mais elle va devoir composer avec l'intervention imprévue du général Juaiz Rammasz...

## Dérapage contrôlé
Dérapage contrôlé est le 13e tome de la série de bande dessinée Sillage publié le 29 septembre 2010.
Nävis s'est engagée dans une course clandestine de bolides où tous les coups sont permis. Mais elle agit sous la contrainte de l'ancien complice de Kérhé-Dizzo, Stacc Medzopyruss, qui détient en otage maître Ehmté-Ciss-Ron et menace de le tuer si la jeune femme ne finit pas en tête de la course. Nävis se demande bien quel est le but de Stacc. De plus, elle apprend par Bobo que Enshu Atsukau la finançait secrètement sur Sillage. Pouvant compter sur la présence dissimulée de Snivel pour piloter son engin de course, elle part en escapade sur le vaisseau du consul Atsukau où elle va faire une découverte stupéfiante...

## Liquidation totale
Liquidation totale est le 14e tome de la série de bande dessinée Sillage publié le 12 octobre 2011.
Avec l'aide du Magister et de Ehmté-Ciss-Ron, Nävis est en bonne voie de découvrir qui se cache derrière le trafic de planètes et l'attentat meurtrier contre le vaisseau amiral de Sillage. Mais une créature redoutable surgit et se met à liquider tous ceux qui pourraient parler. Nävis se prépare pour un affrontement décisif contre cet être a priori plus fort qu'elle et invulnérable...

## Chasse gardée
Chasse gardée est le 15e tome de la série de bande dessinée Sillage publié le 3 octobre 2012.
Nävis a été blanchie dans l'affaire de l'attentat contre le vaisseau de la Constituante mais elle a refusé de redevenir agent. Désormais indépendante au sein du convoi, elle enchaîne différents boulots en compagnie de Bobo et Snivel. Un milliardaire propose un jour à Nävis et à ses compagnons une mission fort bien payée et apparemment sans grand danger : débarrasser de sa faune féroce un astéroïde où il projette de construire une immense propriété. Une mission qui paraît peut-être un peu trop simple. Pendant ce temps l'humanoïde protégé par Enshu Atsukau, que Nävis appelle "l'inconnu", part en chasse d'un des cinq Yiarhu-Kah restants...

## Liés par le sang
Liés par le sang est le 16e tome de la série de bande dessinée Sillage publié le 25 septembre 2013.
Nävis est sous le choc après la nouvelle qu'elle a apprise : l'humanoïde qu'elle appelait "l'inconnu" n'est autre que son fils ! Le père étant Clément Vildieu (voir tome 3). Décidée à élucider ce mystère, elle compte bien demander des explications à Enshu Atsukau, mais ce dernier vit caché, craignant pour son existence. De plus, un nouveau danger menace Sillage : toute sa population se retrouve subitement plongée dans le coma, et le convoi se dirige vers un trou noir. Les responsables sont trois Yiarhu-Kah qui veulent venger la mort de deux des leurs (tomes 14 et 15) et exigent que le consul Atsukau se livre à eux.
Nävis et son fils, Yannseï, insensibles aux pouvoirs psy, sont les seuls à pouvoir agir...

## Grands Froids
Grands Froids est le 17e tome de la série de bande dessinée Sillage publié le 24 septembre 2014.
Le Magister confie à Nävis une mission secrète. La jeune femme doit dérober un mystérieux objet, l'ornosphère, qui se trouve dans un musée ultra sécurisé situé sur la planète TRI-JJ 768, celle-là même où Nävis avait rencontré son grand amour, Clément Vildieu (tome 3), qui est le père de son enfant, Yannseï. TRI-JJ 768 est toujours en pleine guerre civile, avec Clément Vildieu à la tête des révolutionnaires...

## Psycholocauste
Psycholocauste est le 18e tome de la série de bande dessinée Sillage publié le 23 septembre 2015.
Tandis que Nävis plaide en faveur de l'intégration dans Sillage de la jeune Juliette (qui se faisait passer pour un garçon sous l'identité de Jules -tome 17-), Bobo est en mission sur Tartaruga pour récupérer l'ornosphère. Mais l'activation involontaire de celle-ci provoque la propagation d'un dangereux virus qui s'attaque aux êtres psy-actifs. Et bientôt, il contamine la population de Sillage...

## Temps mort
Temps mort est le 19e tome de la série de bande dessinée Sillage publié le 19 octobre 2016.
Le convoi Sillage est désormais indépendant. Sa Constituante refuse d'accorder le statut de réfugiés aux deux derniers représentants de l’espèce Jeeosigan. Capables de manipuler le temps, les Jeeosigans ont toujours été présentés comme dangereux par le Supradirectoire dont dépendait Sillage auparavant. Le Magister a cependant accepté d’aider trois ethnologues à sauver les deux Jeeosigans en les accueillant dans la biosphère de Nävis qui a un statut particulier dans le convoi. Mais le Supradirectoire est bien décidé à éliminer les Jeeosigans jusqu’au dernier avec ceux voulant les protéger, comme Nävis et ses amis qui se retrouvent dans une situation très périlleuse...

## Mise à jour
Mise à jour est le 20e tome de la série de bande dessinée Sillage publié le 6 novembre 2019.
Le métamorphe voleur de l'ornosphère qui avait déclenché le psycholocauste réussi à s'évader avec un complice. Aussitôt lancée à leur poursuite, Nävis les surprend en train de piller une salle d'archives secrète. En capturant les deux fuyards, elle récupère une clé où son nom est mentionné. Décryptée par Juliette, la clé révèle son contenu : toutes les informations concernant le vaisseau qui transportait Nävis et les raisons de son crash sur la planète où celle-ci a survécu...
Le dessinateur Philippe Buchet est crédité comme coscénariste avec Jean-David Morvan.

## Exfiltration
Exfiltration est le vingt-et-unième de la série de bande dessinée Sillage publié le 26 janvier 2022.
Nävis découvre, diffusées sur la chaîne Holonews T-24, les images de 76 cadavres de spatio-migrants flottant dans l'espace après l'explosion du conteneur mal pressurisé où ils étaient entassés. Apprenant qu'il ne s'agit pas du premier accident de ce genre et horrifiée par le destin de ces malheureux qui fuyaient leur monde et espéraient trouver une vie meilleure dans le convoi Sillage, Nävis accepte la proposition de la journaliste de Holonews T-24, Siosetia, de s'infiltrer parmi les spatio-migrants afin d'enquêter sur leur exil.
Comme sur le précédent tome, le dessinateur Philippe Buchet est crédité comme coscénariste avec Jean-David Morvan. L'histoire fait écho à la crise migratoire en Europe,,.

## Transfert
Transfert est le 22e tome de la série de bande dessinée Sillage publié le 25 janvier 2023. Pour la première fois dans la série Sillage, le scénariste Jean-David Morvan n'est pas crédité. C'est le dessinateur et coloriste Philippe Buchet qui signe également le scénario.
Nävis, avec Rib'Wund, Komerin et Bassachy, a pour mission d'appréhender Jjiddodjaa-Tô, un haut-dirigeant accusé d'avoir attisé un conflit armé afin de s'enrichir. Mais à peine arrêté, Jjiddodjaa-Tô est relâché, au grand dam de Nävis qui croyait pourtant avoir recueilli les preuves irréfutables de ses agissements (tome 21). Mais les apparences ont trompé la jeune femme, en effet, un métamorphe avait pris les traits du haut-dirigeant. Nävis décide alors d'enquêter sur les mystérieux métamorphes qui sont déjà surveillés de très près par le Supra-directoire dont le convoi Sillage dépendait naguère.
Pendant ce temps, Yannseï cherche à découvrir la source du pouvoir de psycho-téléportation que le dernier guerrier Yiaruh-Kah a transmis à Nävis (tome 19). Ce qui le conduit sur un monde lointain...

## Immersion
Immersion est le 23e tome de la série de bande dessinée Sillage publié le 24 janvier 2024. Le dessin, les couleurs et le scénario sont de Philippe Buchet.
Embarquée incognito à bord d'un vaisseau transportant des passagers dans une zone de l'espace dangereuse dont les peuples furent jadis en guerre contre Sillage, Nävis fait la connaissance de Bekkya qui pourrait bien devenir une alliée précieuse durant cette traversée. Pendant ce temps, les métamorphes, à la solde des supra-humains, manœuvrent sournoisement pour causer la chute de Sillage... 

## Concessions
Concessions est le 24e tome de la série de bande dessinée Sillage publié le 24 novembre 2024. Le dessin, les couleurs et le scénario sont de Philippe Buchet.
Nävis, Juliette, Yannseï et Bobo sont en mission secrète mandatée par le Haut-Magister sur une planète où aucune technologie n'est tolérée. Les quatre Sillagiens y enquêtent sur la présence d'un vaisseau transportant des Supra-humains et des Métamorphes abattu après son décollage par les Hexapodiens qui régissent le territoire.   

## Hors-série: Le Collectionneur
Le Collectionneur est un album hors série de la série de bande dessinée Sillage de Jean-David Morvan et Philippe Buchet. Miroslav Dragan a collaboré au scénario. Cet album vient s'intercaler entre les tomes 5 et 6 ('J.VJ,..'\ et Artifices).
Guidé à distance par Snivel, Bobo s'introduit dans le vaisseau d'Enshu Atsukau afin de s'emparer du vistern qu'il veut donner à Nävis. Mais il n'est pas au bout de ses surprises en découvrant que le vaisseau est étonnamment désert et qu'il héberge une réplique de la biosphère de Nävis. À l'intérieur de celle-ci Bobo trouve une impressionnante collection d'objets et de documents concernant la jeune femme, ainsi qu'un mystérieux fichier, dont l'accès est protégé, au sujet d'un "autre humain de Sillage"...

## Sillage - Premières Armes

### Esprit d'équipe
Esprit d'équipe est le premier tome de la série de bande dessinée Sillage - Premières Armes, dérivée de la série Sillage. L'action se déroule entre Collection privée et Engrenages, deuxième et troisième tomes de la série-mère.
Première mission pour Nävis en tant qu'agent de Sillage. Elle devra faire preuve d'esprit d'équipe avec les autres agents récemment promus, ce qui est loin d'être gagné, ceci pour accomplir une mission d'observation: surveiller le bon déroulement d'élections sur une planète en voie de développement dont le résultat décidera de l'intégration ou non de son peuple au convoi Sillage.
Apparemment une mission de routine, mais les apparences sont souvent trompeuses.

### Vitesse de croisière
Vitesse de croisière est le 2e tome de la série de bande dessinée Sillage - Premières Armes, dérivée de la série Sillage. L'action se déroule entre Collection privée et Engrenages, deuxième et troisième tomes de la série-mère.
Nävis est en mission d'infiltration sur un luxueux navire de croisière spatiale afin d'enquêter sur la disparition mystérieuse de plusieurs vaisseaux de tourisme. Jouant le rôle d'une barmaid, la jeune femme s'ennuie ferme, jusqu'à ce que des pirates attaquent le navire.    